# St. Bartholomäus (Frankenhofen)

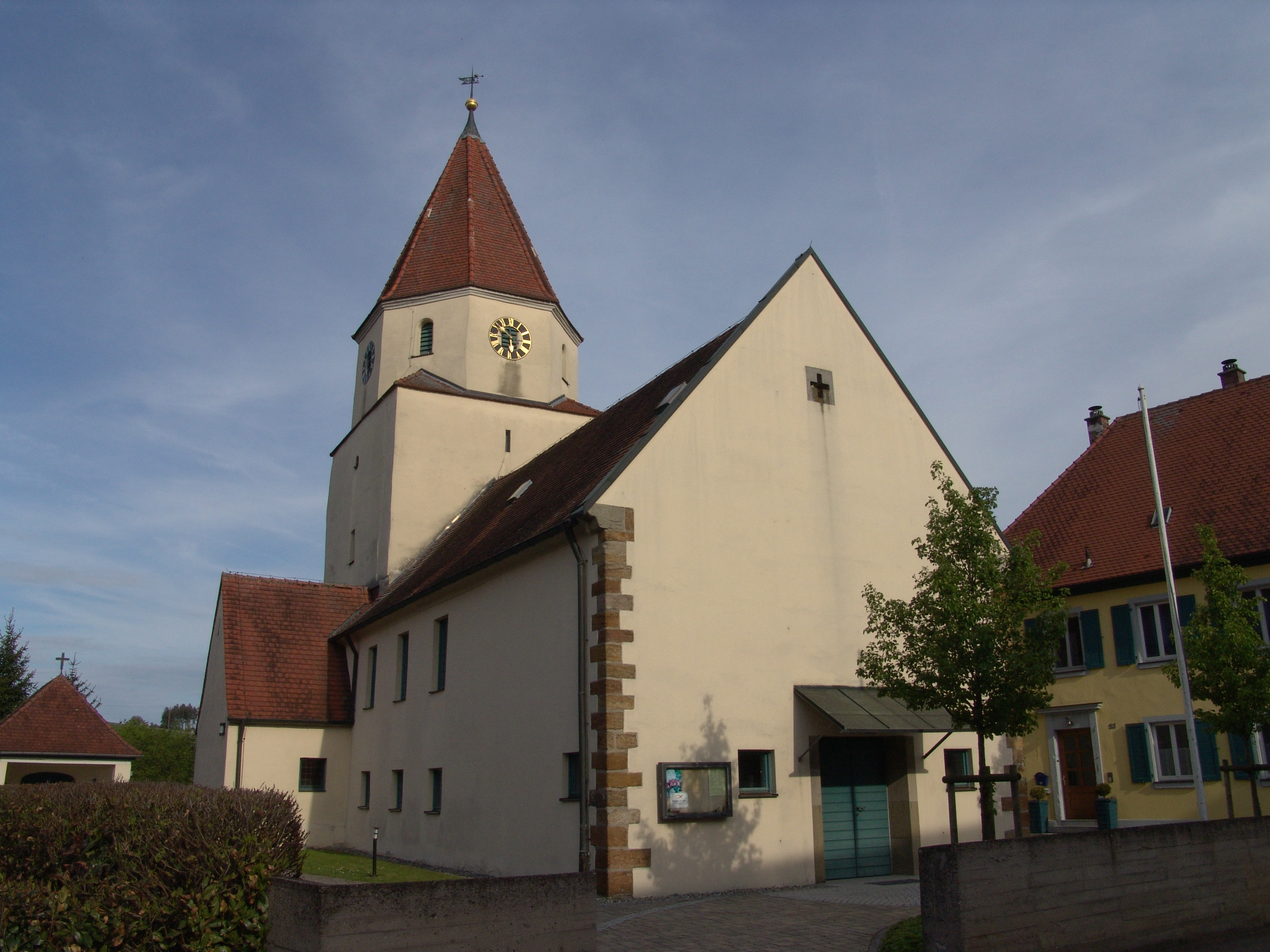
St. Bartholomäus (Frankenhofen)

Die evangelische, denkmalgeschützte Pfarrkirche St. Bartholomäus steht in Frankenhofen, einem Gemeindeteil des Marktes Weiltingen im Landkreis Ansbach (Mittelfranken, Bayern). Das Bauwerk ist unter der Denkmalnummer D-5-71-218-30 als Baudenkmal in der Bayerischen Denkmalliste eingetragen. Die Kirchengemeinde gehört zur Pfarrei Wittelshofen im Evangelisch-Lutherischen Dekanat Dinkelsbühl im Kirchenkreis Ansbach-Würzburg der Evangelisch-Lutherischen Kirche in Bayern.

## Beschreibung
Die ältesten Teile der Saalkirche sind die unteren Geschosse des Chorturms, die aus dem späten 14. Jahrhundert stammen. Sein achteckiges Geschoss, das die Turmuhr und den Glockenstuhl beherbergt, und das achtseitige Zeltdach erhielt er 1802. Der Innenraum des Chors, d. h. das Erdgeschoss des Chorturms, hat spätgotische Wandmalereien und ist mit einem Kreuzrippengewölbe überspannt, der des Langhauses, der Emporen an den Längsseiten hat, mit einer Flachdecke. Die von G. F. Steinmeyer & Co. 1848 als Opus 1 gebaute Orgel auf der Empore hat zehn Register, ein Manual und ein Pedal und wurde 1968 durch die Opus 2201 ersetzt.